# Ербас А220
Ц серија је породица ускотрупних двомоторних путничких авиона, канадског произвођача Бомбардје, који би требало да конкуришу дуополу Боингa и Ербаса, у сегменту најмањих Б737 и А320. Авион је израђен са превасходном употребом композиционих материјала и најновијим доступним авиотехнологијама. Заједно са пројектом авиона, развијају се и млазни мотори нове генерације, са уграђеним редуктором на првој елиси компресора.

## Историја и развој
Развој Бомбардје серија Ц, званично је почела 2004. године, а његов дизајн је сличан Боеинг 787 „Дреамлинер". Изградња овог авиона је у великој мери од ултра-лаких композиционих материјала, због чега Бомбардје Серија Ц има мању потрошњу горива. Иако је регионални авион у кратком и средњем опсегу долета, компанија Бомбардје верује да је конструисана серија авиона која ће једног дана конкурисати дуополу Боинг 737 - Ербас А320.
Након званичног покретања развоја пројекта "ЦСериес" компаније у Канади су се суочиле са тешкоћама економске природе авиоиндустрије, па чак је у децембру 2006. године суспендован развој пројекта због недостатка финансирања. Међутим, годину дана касније се наставило са развојем ЦСерије, а истовремено Прет & Витни ПВ1000Г мотори, са ознаком 1500Г, су укључени у програм. Двојица представљених модела, Ц-серија Ц110 и Ц130 (оригинална радна ознака Ц100 и Ц300) су први авиони из фабрике Бомбардје са млазним моторима монтираним испод крила.

## Поруџбине
До сада је потписано неколико меморандума о намерама за укупно 388 авиона са 243 поруџбине, од девет купаца из осам земаља.
| ЦС100 | ЦС300 | Укупне поруџбине |
| 63    | 180   | 243              |

|          | 2008 | 2009 | 2010 | 2011 | 2012 | 2013 | 2014 | Total |
| Наручено | 0    | 50   | 40   | 43   | 15   | 34   | 61   | 243   |
| Испоруке | −    | −    | −    | −    | −    | −    | −    | −     |